# Jean-François Muracciole
Pour les articles homonymes, voir Muracciole (homonymie).
Jean-François Muracciole, né le 31 mai 1965 à Saint-Alban-Leysse, est un historien français, spécialiste de la Résistance, de la France libre et de la Seconde Guerre mondiale.

## Biographie
Ancien élève de l'École normale supérieure de Saint-Cloud (1984 L), Jean-François Muracciole est agrégé d'histoire.  
Diplômé de l'IEP de Paris en 1989 (section Service Public), il soutient en 1995 une thèse d'histoire contemporaine à l'Université Lille III sous la direction de Jean-François Sirinelli, ("Les projets de la France libre et de la résistance en matière d'éducation (enseignement, jeunesse, sport, culture), 1940-1944").
Jean-François Muracciole est professeur d'histoire contemporaine à l'Université Montpellier III. Il est aussi chercheur au CNRS dans l'unité mixte de recherche 5609 « États-Sociétés-Idéologies-Défense » (ESID).
Il assure également une formation à l'épreuve d'histoire contemporaine aux concours des instituts d'études politiques et aux grandes écoles de commerce à Intégrale. 
Spécialiste de la Résistance, de la France libre et plus largement de la Seconde Guerre mondiale, il est l'auteur d'ouvrages de synthèse sur ces thèmes ainsi que sur d'autres abordés en classe préparatoire littéraire ou au concours d'entrée des IEP.

## Publications
- Quand de Gaulle libère Paris, juin-août 1944, Paris, Odile Jacob, 2024, 504 p.
- Le dernier Compagnon (avec Lucie Muracciole), Paris, Odile Jacob, 2018, 432 p.
- Histoire de la Collaboration, 1940-1945 (avec François Broche), Paris, Tallandier, 2017
- La libération de Paris, collection L'histoire, Paris, Tallandier, 2013,  (ISBN 2847347410)
- Les Français libres, l'autre Résistance, Paris, Tallandier, 2009, 424 pages.  (ISBN 978-2-84734-596-4)
- L'ONU et la sécurité collective, Ellipses, 2006, 176 pages.  (ISBN 272982846X)
- Histoire de la Résistance en France, PUF, coll. « Que sais-je ? », 1993 (4e éd. en 2003), 128 pages.  (ISBN 2130537367)
- La France pendant la Seconde Guerre mondiale: De la défaite à la Libération, Le Livre de Poche, 2002, 540 pages.  (ISBN 2253905763)
- Les Enfants de la défaite : la Résistance, l'éducation et la culture, Presses de Sciences Po, 1998, 376 pages.  (ISBN 9782724607413)
- L'ONU depuis 1945, Ellipses, 1998, 63 pages.  (ISBN 2729896651)
- L'histoire à l'entrée des IEP : Réussir l'épreuve d'histoire à l'entrée des Instituts d'études politiques, Paris, Ellipses, 1997, 166 pages.  (ISBN 2-7298-9758-5)
- Histoire de la France libre, PUF, Que sais-je ?, 1996, 128 pages.  (ISBN 2130475205)
- Le CAPES et l'agrégation d'histoire & de géographie : Guide pratique et méthodologique (en collaboration avec Frédéric Dufaux, David Lepoutre), Paris, Armand Colin , 1991, 215 pages.

Direction d'ouvrages collectifs
- Encyclopédie de la Seconde Guerre mondiale (co-dirigé avec Guillaume Piketty), Paris, Robert Laffont/ministère de la Défense, 2015, XXII-1469 pages.  (ISBN 978-2-221-11632-6)
- Dictionnaire de la France libre (co-dirigé avec François Broche et Georges Caïtucoli), Paris, Robert Laffont, coll. Bouquins, 2010, XXV-1602 pages.  (ISBN 978-2-221-11202-1)
- La France au combat : De l'Appel du 18 juin à la victoire (co-dirigé avec François Broche et Georges Caïtucoli), Paris, Perrin/SCÉRÉN-CNDP, 2007, 848 pages.
- Combats : Hommage à Jules Maurin, historien (co-dirigé avec Frédéric Rousseau), Paris, M. Houdiard, 2010, 484 pages.  (ISBN 978-2-35692-036-2)
- Les milices du XVIe siècle à nos jours : Entre construction et destruction de l'État ? (co-dirigé avec Danielle Domergue-Cloarec), Paris, L'Harmattan, 2010, 223 pages.  (ISBN 978-2-296-12429-5)
- Le soldat volontaire en Europe au XXe siècle: De l'engagement politique à l'engagement professionnel, (avec Hubert Heyriès) Presses universitaires de la Méditerranée, 2007, 484 pages.  (ISBN 284269791X)
- Histoire économique et sociale du XXe siècle, 2002 (2de éd. en 2006), 395 pages.  (ISBN 2729830677)

## Pour aller plus loin
- Eric Allary rend compte du Que sais-je ? de Jean-François Muracciole sur l'Histoire de la France libre dans Vingtième Siècle. Revue d'histoire, 1998, volume 59, numéro 59, pages 207 et 208. Recension disponible sur cette page